# Juan Carlos Ier
« Juan Carlos I » et « Juan Carlos » redirigent ici. Pour les autres significations, voir Juan Carlos I (homonymie).
Pour les articles homonymes, voir Jean de Bourbon et Charles de Bourbon.
Juan Carlos Ier, né le 5 janvier 1938 à Rome, est un monarque et un homme d'État espagnol, roi d'Espagne du 22 novembre 1975 jusqu'à son abdication le 18 juin 2014.
Fils du prince Juan de Borbón, comte de Barcelone, et de María de las Mercedes de Borbón y Orleans, il est un petit-fils du roi Alphonse XIII et un membre de la branche espagnole de la maison de Bourbon.
Très populaire au début de son règne, notamment pour sa contribution à la consolidation de la démocratie et par son opposition au coup d'État de 1981, il connaît par la suite une fin de règne difficile, entachée par la révélation, en 2012, de sa participation à un coûteux safari de chasse à l'éléphant au Botswana, alors que l'Espagne est plongée dans une grave crise économique. Il abdique en 2014 en faveur de son fils, le prince Felipe.
Son image est à nouveau écornée à la suite de révélations en 2019 sur des dizaines de millions d'euros de commissions occultes que l'ancien monarque aurait perçues. En août 2020, soupçonné de corruption et sous le coup d'une enquête de la Cour suprême espagnole, il s'exile aux Émirats arabes unis. Toutes les enquêtes le visant sont classées sans suite en 2022.

## Jeunesse

### Enfance et formation
Juan Carlos naît à Rome en 1938, où sa famille est exilée. Son grand-père paternel, le roi Alphonse XIII, est parti pour l'exil après la victoire des républicains aux élections municipales laissant s'instaurer la Deuxième République. La Guerre civile qui déchira l'Espagne de 1936 à 1939 se termina par l'établissement de la dictature du général Francisco Franco. Entre-temps le roi en exil avait contraint ses deux fils aînés à renoncer à leur droit au trône (pour raison de santé). Son troisième fils, l'infant Juan, devint de fait à 20 ans héritier du trône mais n'appréciait guère le caudillo Franco. Aussi le dictateur, tout en proclamant que l'Espagne était une monarchie, désigna-t-il en 1949 le fils aîné de l'infant Juan, Juan Carlos, âgé de 11 ans, comme futur roi. Il se fit éduquer au sein d'écoles militaires espagnoles réputées.
Le 29 mars 1956, le jeune prince tue accidentellement son frère cadet Alfonso d'une balle de pistolet dans le front, dans la résidence de ses parents à Estoril, au Portugal, les rumeurs et hypothèses abondant pour expliquer la cause exacte du drame,. Le pistolet avait été offert quelques semaines auparavant par Franco.
Il étudie à l'Institut Le Rosey (Rolle, Suisse) et à la Villa Saint-Jean, aujourd'hui Collège Sainte-Croix (Fribourg, Suisse).

### Prince héritier

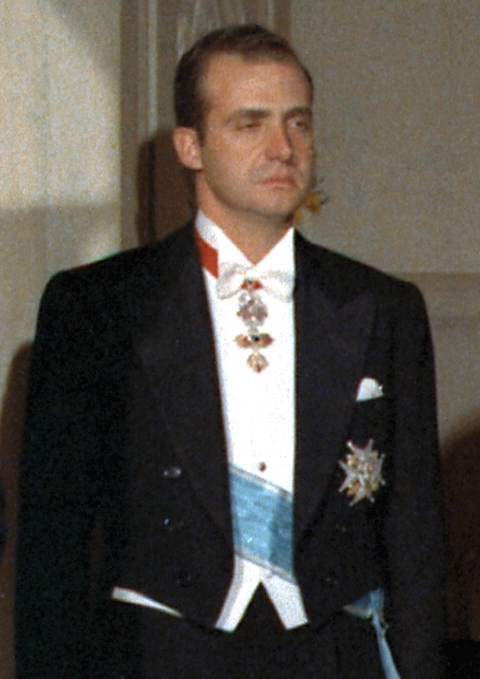
Juan Carlos en 1971.

Pendant la dictature, en 1969, Franco crée le titre de prince d'Espagne (plutôt que prince des Asturies, titre porté par les princes héritiers) pour Juan Carlos. Ce dernier avait épousé la princesse Sophie de Grèce et le couple occupe le palais de la Zarzuela. Il est nommé capitaine général des forces armées dès 1975, le grade le plus élevé, avant de prêter serment le lendemain de la mort de Franco (mais il ne prendra ses fonctions que le jour suivant). Il s'applique alors à démocratiser le système espagnol et apporte une certaine modernité à son pays. Il parvient également à unifier l'armée et les différentes régions d'Espagne, soutenant Felipe González.

## Roi d'Espagne

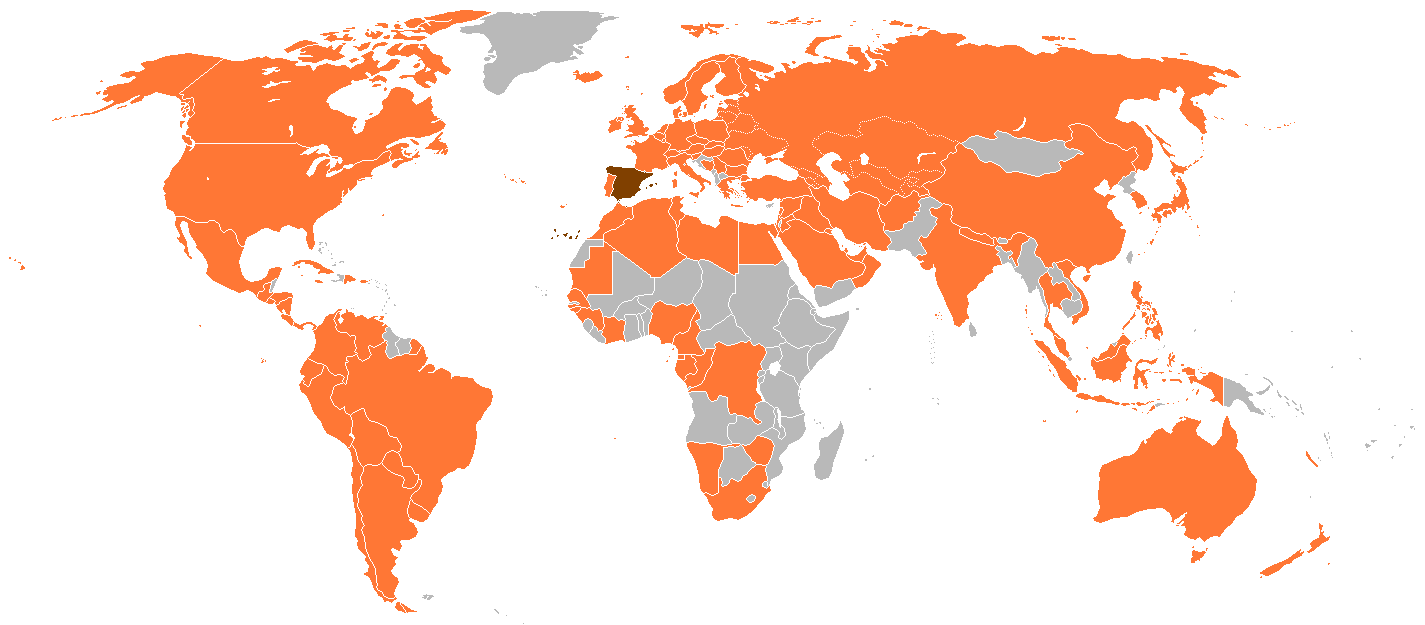
Carte des voyages à l’étranger de Juan Carlos Ier en tant que roi d’Espagne.

### Transition démocratique

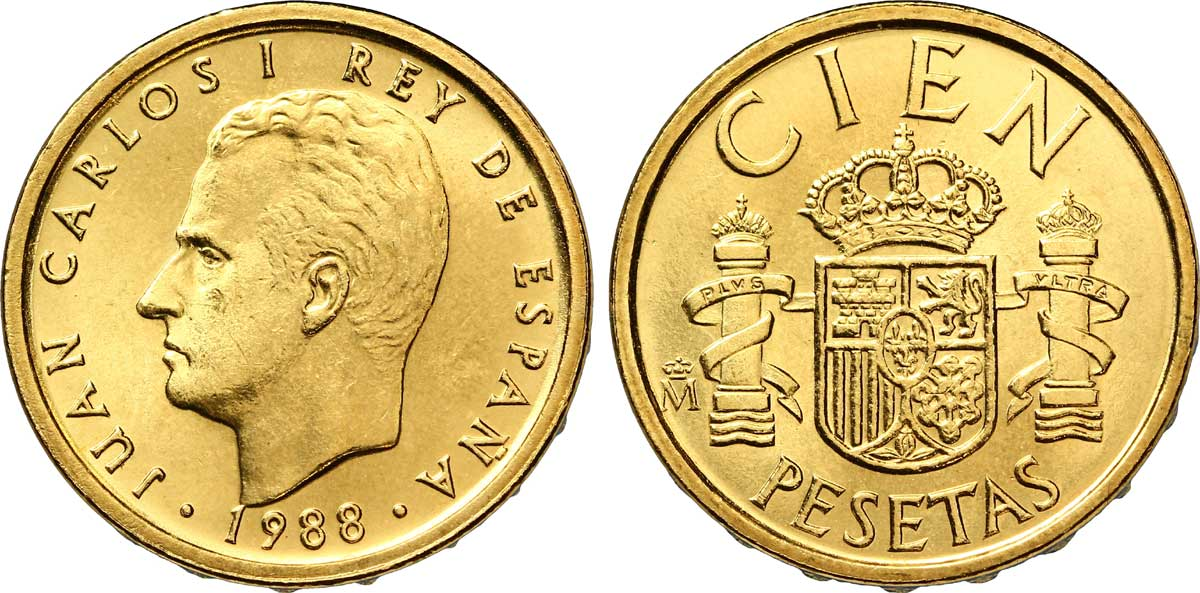
100 pesetas à l'effigie du roi Juan Carlos Ier (1988).

Durant les périodes de maladie de Franco en 1974 et 1975, Juan Carlos est nommé chef de l'État par intérim. Proche de la mort, Franco avoua[réf. souhaitée] le 30 octobre 1975 qu'il était trop malade pour gouverner, mais ce ne sera que deux jours après la mort du dictateur, survenue le 20 novembre 1975, que Juan Carlos sera proclamé roi d'Espagne.
Les manifestations et les grèves se multiplient à travers le pays, malgré la répression sanglante. Face à la résistance armée d'ETA et des communistes du Front révolutionnaire antifasciste patriotique (FRAP) et des Groupes de résistance antifasciste du premier octobre (GRAPO), le roi d'Espagne prend conscience que le maintien du franquisme est impossible et que le changement est inévitable. Ainsi, Juan Carlos promulgue des réformes démocratiques, au grand dam des éléments conservateurs, notamment les forces armées, qui s'attendaient à ce qu'il maintienne l'État franquiste (ce sur quoi Franco lui-même ne nourrissait aucune illusion, se considérant comme une sorte de régent, à l'instar de l'amiral Horthy en Hongrie). Juan Carlos nomme pourtant Adolfo Suárez, ancien chef du Mouvement national, au poste du président du gouvernement. La pièce maîtresse des réformes démocratiques est la loi pour la réforme politique (Ley para la Reforma Política) présentée par le gouvernement Suárez, adoptée par le Parlement le 18 novembre 1976 et par le peuple espagnol lors du référendum du 15 décembre 1976 (94,2 % de oui). Cette loi, de rang constitutionnel (« loi fondamentale », selon la terminologie franquiste), crée les bases juridiques nécessaires à la réforme des institutions franquistes depuis l'intérieur et permet que se déroulent le 15 juin 1977 les premières élections démocratiques depuis l'instauration de la dictature. Le Congrès des députés (Congreso de los Diputados) et le Sénat (Senado) issus de ces élections seront chargés d'élaborer, notamment, la nouvelle Constitution démocratique que le roi approuvera au cours d'une session conjointe des deux Chambres le 27 décembre 1978.
En 1977, le père du roi, Juan de Borbón, renonce à ses prétentions au trône ; Juan Carlos le dédommagera en officialisant le titre de comte de Barcelone, titre suzerain appartenant à la couronne espagnole, que Juan de Borbón s'était donné comme titre de courtoisie pendant son exil. Dans son article 57 al. 1, la Constitution de 1978 désigne Juan Carlos comme l'« héritier légitime de la dynastie historique », alors que les droits de la branche aînée (infant Jacques et sa descendance) n'ont jamais été abolis par le Parlement. A fortiori, Franco ayant déclaré que la nouvelle monarchie était une instauration, non une restauration, la légitimité de Juan Carlos Ier ne pouvait s'établir sur l'histoire, mais sur sa nomination comme prince d'Espagne en 1969, puis sur le suffrage universel en 1978.

### La Constitution de 1978
L'Espagne a été un pays sans Constitution de 1939 à 1978[Information douteuse]. Après la  prise du pouvoir, le général Franco légiférait à coups de Fuero de los Españoles, de lois organiques et de lois de succession.
Point d'orgue de l'idéal consensuel de la transition, l'élaboration du texte constitutionnel repose sur un esprit de tolérance prôné conjointement par le parti au pouvoir et les formations de l'opposition. Celles-ci — PSOE et PCE notamment — acceptent la voie ouverte par la « loi de réforme politique » et finissent par conserver le seul héritage qui leur paraît acceptable : le système monarchique, signe que le seul dilemme d'actualité se réduit désormais à l'alternative entre monarchie parlementaire et monarchie absolue et non plus, comme en 1931, à l'alternative république-monarchie.
Le 25 juillet 1977, la nomination de la Commission des affaires constitutionnelles et des libertés publiques, présidée par le centriste Emilio Atard ouvre la période constituante. De cette première émane un groupe de sept personnalités qui constituent la Ponencia Constitucional : Manuel Fraga Iribarne, Gabriel Cisneros Laborda, Miguel Herrero, Gregorio Peces Barba, José Pedro Pérez Llorca, Miquel Roca et Jordi Solé Tura. Après quatre mois de travail, les « Pères de la Constitution » achèvent la rédaction de l'avant-projet qui sera modifié par près de 2 000 amendements  présentés par les députés et les sénateurs. Enfin, le 31 juillet 1978, le texte est adopté par les parlementaires. Au Congrès des Députés, l'approbation est écrasante : 94,2 % sont favorables au « oui » (UCD, PSOE, PCE et la plupart des députés d'Alliance populaire — dont Manuel Fraga Iribarne et une partie du groupe mixte). Au Sénat, les résultats sont identiques : 94,5 % de « oui ». Le corps électoral apparaît cependant un peu moins motivé que ne l'est la classe politique, un tiers des électeurs ne prenant pas part au référendum du 6 décembre. Près de 88 % se prononcent en faveur du texte.
Finalement le 27 décembre 1978, le roi d'Espagne se présente devant le Parlement — députés et sénateurs réunis — pour ratifier la Constitution.

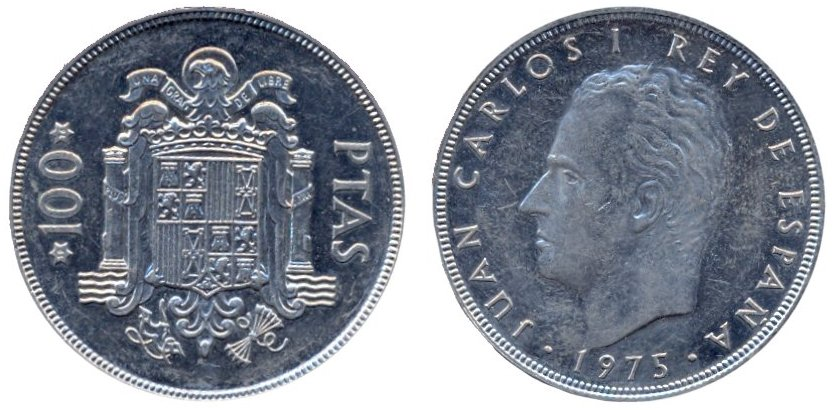
Effigie du roi Juan Carlos Ier sur les anciennes pesetas.

Le roi règne en tant que monarque constitutionnel, sans exercer de réel pouvoir sur la politique du pays. Il est considéré comme un symbole essentiel de l'unité du pays, et ses interventions et points de vue sont écoutés respectueusement par des politiciens de tous les côtés. Son discours annuel la veille de Noël est diffusé par la plupart des chaînes de télévision espagnoles. Étant le chef suprême des forces armées espagnoles, son anniversaire est une fête militaire.

### Coup d'État du23 février 1981
Une tentative de coup d'État militaire surprend le Congrès des députés le 23 février 1981. Des officiers, avec à leur tête le lieutenant-colonel Tejero, tirent des coups de feu dans la Chambre parlementaire durant une session. L'irruption des putschistes est retransmise en direct à la radio, filmée par la télévision et retransmise le lendemain. On craint alors la déroute du processus démocratique, jusqu'à ce que le roi étonne la nation par une allocution télévisée exigeant que l'armée apporte son soutien inconditionnel au gouvernement démocratique légitime. Le roi avait auparavant appelé plusieurs chefs de l'armée pour leur ordonner en tant que commandant en chef de défendre la démocratie.
Lors de sa prestation de serment devant les Cortes Generales (le Parlement), un dirigeant communiste, Santiago Carrillo, lui avait donné le sobriquet « Juan Carlos el Breve » (Juan Carlos le Bref), prédisant qu'il se trouverait rapidement écarté avec les autres restes du fascisme. Après l'échec du coup d'État du 23 février 1981, ce même homme politique, ému, dira aux médias : « Dieu protège le Roi ! ». Si les démocrates et les partis de gauche s'étaient jusque-là montrés réservés, après l'échec du coup d'État, leur soutien deviendra plus affirmé, un ancien chef de la IIe République déclarera : « Nous sommes tous des monarchistes maintenant »[réf. souhaitée]. Néanmoins, une expression courante dit que les Espagnols ne sont pas des monarchistes, mais des « juancarlistes ».
Cet évènement reste cependant controversé et couvert de zones d'ombres. En effet, le roi entretenait des liens étroits avec le chef de la rébellion, qui l'avait servi en tant que secrétaire général de la Maison royale. Surtout, Juan Carlos et les principaux partis politiques connaissaient l'existence d'un plan visant à confier au général Alfonso Armada la direction du gouvernement, en particulier afin de durcir la répression de l'organisation indépendantiste basque Euskadi ta Askatasuna (ETA). Si Juan Carlos condamna énergiquement la tentative de coup d'État - plus de six heures après l'invasion du Congrès par les gardes armés -, il est encore difficile d'établir s'il a agi par conviction démocratique ou parce que l'opération se déroulait moins bien que prévu, ne rencontrant que peu de soutien. Les attendus du jugement des putschistes sont toujours classés secret-défense.
Plus tard, une tentative d'assassinat par des membres de l'ETA avortera à Majorque, lieu de villégiature de la famille royale.
Sur les questions de politique internationale, il se tient proche des États-Unis. Il s’engage notamment en faveur de l'intervention militaire de l'OTAN au Kosovo ou du Plan Colombie (visant à soutenir le gouvernement colombien contre les guérillas de gauche), parvenant à convaincre José María Aznar de contribuer à son financement.

### Règne
En sa qualité de chef de l’État espagnol, Juan Carlos « détenait un pouvoir politique, donnait son opinion et exerçait son influence dans la sphère économique, dans le domaine par exemple des fusions d'entreprises ou de la politique publique durant la période de transition », analyse la journaliste Ana Pardo.
Les révélations sur cette affaire ont mis en évidence les liens étroits entre la Couronne et le patronat. Selon plusieurs enquêtes menées par des journalistes, comme Rebecca Quintans ou Pilar Eyre, le roi n'hésitait pas à user de son prestige à l'international pour obtenir la conclusion de contrats au bénéfice d'amis chefs d'entreprise, qui lui versaient en retour de copieuses commissions. Juan Carlos a également maintenu depuis le début de son règne des relations privilégiées avec les monarques du Golfe. Le roi de Bahreïn lui a ainsi « offert » 1,9 million d'euros en 2010, et le souverain des Émirats arabes unis l'héberge somptueusement depuis août 2020.

### Fin de règne contestée et abdication
Le roi Juan Carlos Ier et, plus généralement, la famille royale espagnole sont ébranlés à la suite de plusieurs scandales dus à leur train de vie et à des affaires d'infidélités et de corruption,.
En premier lieu, l'affaire Nóos met en évidence le détournement de 6,5 millions d'euros de fonds publics et choque les Espagnols, car elle semble impliquer le gendre du roi, Iñaki Urdangarin, et peut-être l'infante Cristina elle-même,.

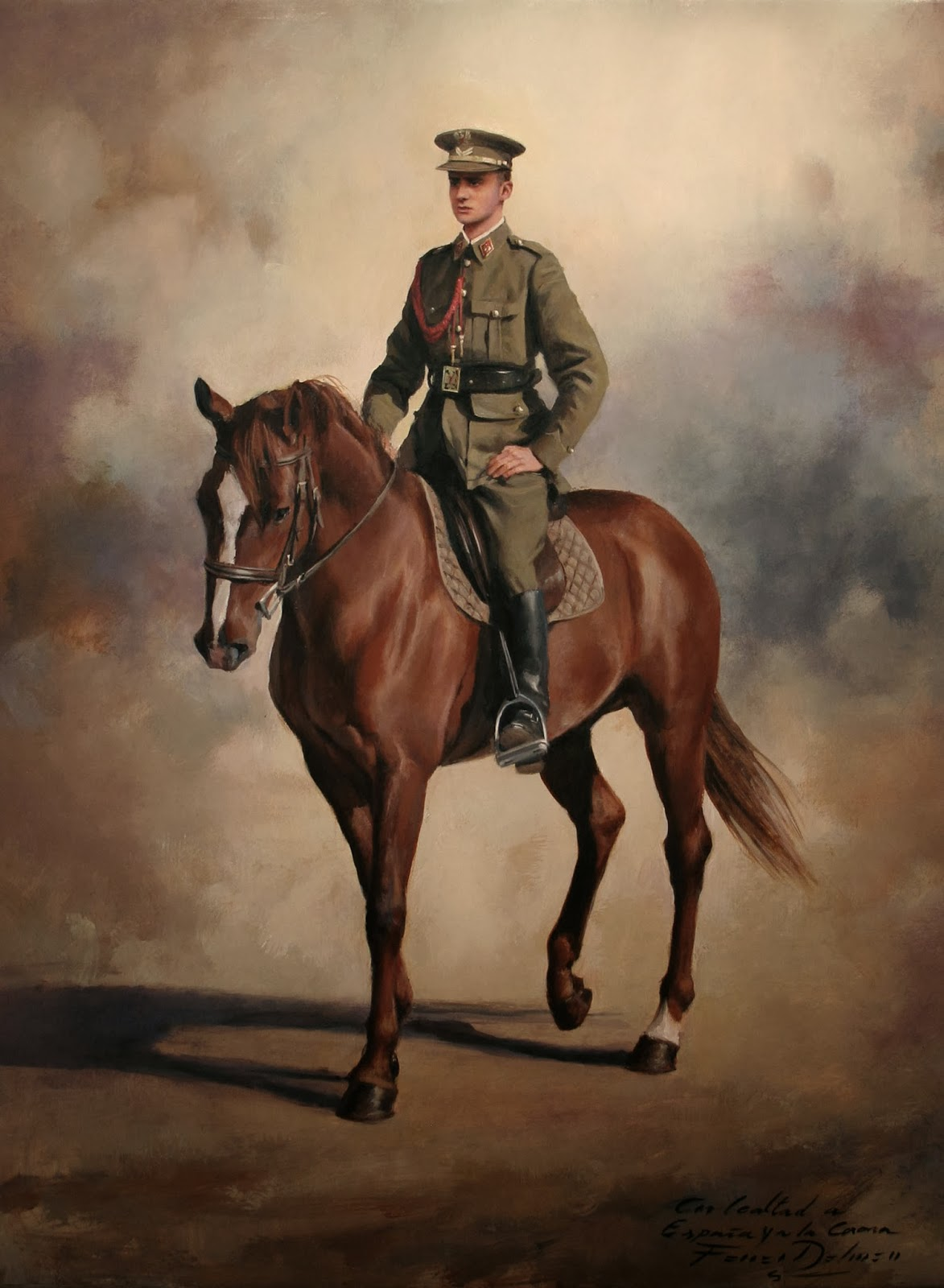
Portrait équestre du roi Juan Carlos Ier exposé au musée de la Garde royale (au Pardo). Tableau d'Augusto Ferrer-Dalmau (2014).

Ensuite, en avril 2012, Juan Carlos Ier est victime d'une fracture de la hanche lors d'une chasse aux trophées d'éléphant au Botswana. Beaucoup sont scandalisés par ce voyage qui a coûté plusieurs dizaines de milliers d'euros aux contribuables espagnols alors que le pays traversait une grave crise économique et subissait une politique d'austérité. Le roi dut présenter ses excuses à la nation le 18 avril 2012. Une photo de 2006 ressort, où Juan Carlos Ier pose avec un fusil de chasse devant un éléphant abattu. La femme qui est présente sur la photo s'avère être sa maîtresse, Corinna Larsen.
Le 2 juin 2014, le président du gouvernement, Mariano Rajoy, déclare, lors d'une conférence de presse, que le roi Juan Carlos a décidé d'abdiquer en faveur de son fils Felipe, prince des Asturies. Le même jour, le monarque s'exprime pour justifier sa décision. Le 18 juin, l'abdication du roi Juan Carlos devient effective, et met fin à près de 40 ans de règne. Son fils Felipe devient roi le lendemain, au moment de la publication de la loi organique d'abdication au bulletin officiel, sous le nom de Felipe VI.

## Après le règne
Le roi émérite continue d'exercer des fonctions de représentation au nom de son fils, notamment lors des prises de fonctions des chefs d'État d'Amérique latine, jusqu'en 2019 où il annonce qu'il se retire définitivement de la vie publique à compter du 2 juin de la même année.

### Présomption de fraude fiscale et de corruption
D'après des enregistrements de Corinna Larsen, ancienne aristocrate allemande et ex-maîtresse de Juan Carlos, diffusés par la presse, ce dernier l'aurait utilisée afin de cacher des fonds considérables en Suisse. D'après ces révélations, le monarque espagnol aurait touché de très importantes commissions sur des marchés d'État, dont en particulier 80 millions d'euros pour la construction d'un train rapide en Arabie saoudite. Juan Carlos aurait profité de l'amnistie fiscale décrétée en 2012 par Mariano Rajoy pour rapatrier, et au passage blanchir, la majeure partie de ce capital.
Un communiqué du roi Felipe VI annonce en mars 2020 que ce dernier renonce à l'héritage de Juan Carlos, son père, à la suite de nouvelles révélations sur sa fortune cachée, et qu'il lui retire sa dotation de 195 000 euros par an. L'ancien monarque détiendrait notamment un compte au Panama abritant 100 millions d'euros et un autre au Liechtenstein de 10 millions d'euros, qui auraient été alimentés par des pots-de-vin durant ses années de règne. Dans une interview, diffusée par la BBC, Corinna Larsen a déclaré que le roi lui avait fait un cadeau extraordinairement généreux en reconnaissance de son amitié et pour assurer son avenir. Trois ans après avoir reçu du roi un versement de 65 millions d'euros, elle achète le Chyknell Hall Estate, un manoir dans l'ouest de l'Angleterre, à Bridgnorth, en utilisant les fonds qu'elle a enregistrés au Panama. Le procureur de Genève souhaitait connaître les détails de l’achat de cette maison, car cela s’est produit après avoir reçu l’argent de Juan Carlos et parce que le processus d’acquisition était «opaque». De plus, Larsen faisait déjà l'objet d'une enquête pour suspicion de blanchiment d'argent depuis 2018. Juan Carlos se rend alors à Abou Dhabi, la capitale des Émirats arabes unis.
En 2008, Juan Carlos aurait reçu un transfert de 100 millions de dollars d'Arabie saoudite. En 2011, la première enquête ouverte concerne d'éventuelles infractions de corruption dans le cadre de l'attribution à des entreprises espagnoles d'un contrat pour la construction d'un train à grande vitesse en Arabie saoudite. Le 6 novembre 2020, il fait l'objet d'une troisième enquête judiciaire pour blanchiment d'argent.
Juan Carlos aurait commencé à toucher des commissions en 1973, alors qu'il avait été chargé par le général Franco de négocier avec l'Arabie saoudite un accord d’approvisionnement en pétrole. Il reçut aussi un cadeau non monétaire du prince héritier Fahd ben Abdelaziz Al Saoud, le voilier Fortuna. En 1977, il aurait reçu du chah Mohammad Reza Pahlavi un don de 10 millions de dollars, et en 1982 un crédit de 100 millions de dollars de la monarchie saoudienne, une somme qu'il n'aurait pas remboursée entièrement selon le livre La soledad del rey du journaliste José García-Abad. Le secrétaire privé de Juan Carlos reconnaît lors de son interrogatoire en 2021 avoir reçu du roi en 2010 une valise contenant près de deux millions de dollars que lui aurait offerts le roi de Bahreïn, Hamed ben Issa Al Khalifa.

### Départ d'Espagne et exil aux Émirats arabes unis
Le 3 août 2020, soupçonné de corruption et sous le coup d'une enquête du Tribunal suprême, l'ex-roi Juan Carlos annonce sa décision de quitter le pays dans une lettre adressée à son fils, le roi Felipe VI, citée par la Maison du roi. Le quotidien El País révèle, dans son édition du 5 août 2020, que le roi Felipe VI et son père se sont rencontrés et sont convenus de cet « exil provisoire », avec l'aval du gouvernement de Pedro Sánchez. Ce dernier apporte son soutien à la monarchie constitutionnelle, affirmant qu'« on juge des personnes et non des institutions » et que l'ex-roi se mettra à la disposition de la justice. Le 7 août 2020, le quotidien espagnol ABC révèle que Juan Carlos a quitté l'Espagne en jet privé depuis Vigo, en Galice, dans le nord-ouest de l'Espagne, accompagné d'un conseiller et de quatre gardes du corps. Il aurait atterri sur un aéroport d'affaires à Abou Dabi (Émirats arabes unis). Son épouse, la reine Sophie, quant à elle, reste en Espagne.
Le 23 février 2021, le roi émérite est absent des commémorations du 40e anniversaire de la tentative de coup d'État de 1981, au cours de laquelle il avait joué un rôle-clé. Le 28 juillet 2021, Juan Carlos est accusé d'avoir conservé son ex-maîtresse Corinna zu Sayn-Wittgenstein sous surveillance illégale au Royaume-Uni sur un prétendu cadeau de 65 millions d'euros et il la harcelait « depuis 2012 ». En octobre 2021, son nom est cité dans les Pandora Papers.
Le 2 mars 2022, la justice espagnole classe sans suite toutes les enquêtes visant l'ancien monarque, ouvrant la voie à son possible retour en Espagne après deux ans d'exil. Le 19 mai 2022, l'ancien monarque revient dans son royaume et fait sa première apparition publique près de deux ans après son exil,. Arrivé sur le port de Sanxenxo, il assiste à une régate à bord du voilier avec lequel il avait été champion du monde. Il continue son séjour à Madrid en rendant visite à son fils le roi Felipe VI ainsi qu'à sa femme Sophie, avant de retourner aux Émirats arabes unis. Par ailleurs, l'ancien roi d'Espagne devrait revenir plus régulièrement dans son pays. Le 19 septembre 2022, il est présent aux funérailles de la reine Élisabeth II à Londres. En février 2023, Mediapart confirme qu'il est exilé à Abou Dabi. Il résiderait sur l'île privée de Nurai.

## Autres activités
Passionné de voile depuis sa jeunesse, il fait partie de l'équipe espagnole de voile aux Jeux olympiques d'été de 1972 se déroulant à Munich et termine 15e à l'épreuve du Dragon. Le roi Juan Carlos participe régulièrement à des régates. Début 2018, il remporte le championnat du monde de voile dans la catégorie des 6 mètres JI.
L'indicatif radioamateur du roi est EA0JC.
Il est membre honoraire du Club de Rome.
En tant que pilote professionnel, il a participé à un vol d'essai de l'A400M,.
Amateur de chasse au gros gibier, le roi s'est rendu plusieurs fois au Botswana pour y chasser légalement l'éléphant, une espèce menacée. La chasse à l'éléphant coûte en moyenne 37 000 euros par animal tué.
Réputé pour ses multiples conquêtes, Juan Carlos aurait eu 2 000 maîtresses entre 1976 à 1994 selon Amadeo Martinez Ingles, auteur de Juan Carlos Ier : le roi aux cinq mille amantes.

## Famille

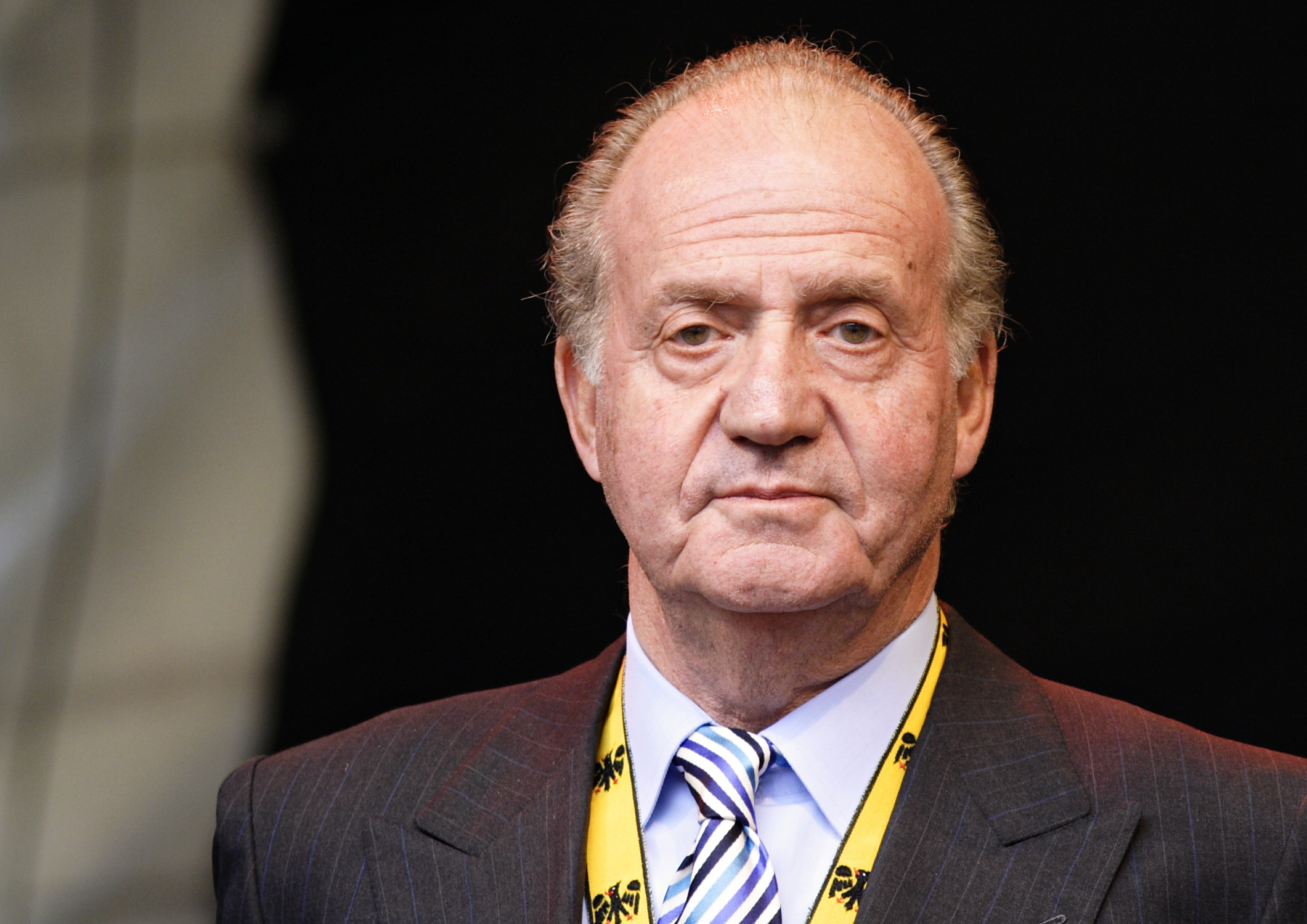
Juan Carlos en 2007.

Juan Carlos de Borbón épouse, le 14 mai 1962, d'après les rites orthodoxe et catholique, la princesse Sophie de Grèce (1938), fille du roi Paul de Grèce (1901-1964) et de la princesse Frederika de Hanovre (1917-1981). De cette union naissent trois enfants portant le prédicat d'altesse royale :
- Elena de Borbón y Grecia (1963), infante d'Espagne, duchesse de Lugo, qui épouse en 1995 Jaime de Marichalar y Sáenz de Tejada (1963), dont elle divorce en 2010, d'où deux enfants portant le prédicat d'excellence :  
  - Felipe de Marichalar y Borbón (1998) ;
  - Victoria de Marichalar y Borbón[50] (2000) ;
- Cristina de Borbón y Grecia (1965), infante d'Espagne, qui épouse en 1997 Iñaki Urdangarin Liebaert (1968)[50], dont elle divorce en 2023, d'où quatre enfants portant le prédicat d'excellence : 
  - Juan Urdangarin y Borbón (1999) ;
  - Pablo Urdangarin y Borbón (2000) ;
  - Miguel Urdangarin y Borbón (2002) ;
  - Irene Urdangarin y Borbón (2005) ;
- Felipe de Borbón y Grecia (1968), prince des Asturies[51], devenu Felipe VI, qui épouse en 2004 Letizia Ortiz Rocasolano (1972), d'où deux enfants portant le prédicat d'altesse royale : 
  - Leonor de Borbón y Ortiz (2005), princesse des Asturies ;
  - Sofía de Borbón y Ortiz (2007), infante d'Espagne.

## Dans la culture populaire
En 2013, un documentaire-fiction, intitulé Juan Carlos, le roi des Espagnols, réalisé par Guillaume de Lestrange, lui est consacré dans le cadre de l'émission Secrets d'Histoire, présentée par Stéphane Bern. À travers le témoignage d’amis intimes du roi, de personnalités politiques et d’historiens, le documentaire retrace les principaux événements qui ont marqué son règne, notamment lorsqu’il s’opposa au coup d'État militaire de 1981,.

## Titres, honneurs et armoiries

### Titulature de courtoisie
- 5 janvier 1938 - 8 mars 1941 : Son Altesse Royale Juan Carlos de Borbón y Borbón-Dos Sicilias, infant d'Espagne (naissance) ;
- 8 mars 1941 - 21 juillet 1969 : Son Altesse Royale le prince des Asturies ;

Alors que le 5 février 1941 le roi Alphonse XIII abdique ses droits à la Couronne en faveur de son fils cadet, l'infant Juan, qu'il s'était choisi pour héritier, ce dernier devient prétendant au trône d'Espagne et prend le titre de courtoisie de comte de Barcelone. Juan Carlos, son fils, reçoit par la suite la Toison d'or, ce qui le désigne comme le successeur potentiel du comte de Barcelone. Ainsi, il est désigné par les partisans de son père par le titre de courtoisie de prince des Asturies (non reconnu par le régime franquiste ni par les autres prétendants au trône d'Espagne), avec la qualification d'altesse royale.

### Titulature officielle
Le titre de prince d'Espagne est accordé à Juan Carlos en 1969 par Francisco Franco, chef d'État dictatorial de l'Espagne franquiste, faisant de lui son héritier comme futur roi en vertu de la loi de succession du chef de l'État de 1947, en vue du rétablissement définitif de la monarchie espagnole (officiellement rétablie en 1947).
- 5 janvier 1938 - 21 juillet 1969 : Son Altesse Royale don Juan Carlos de Borbón y Borbón-Dos Sicilias, infant d'Espagne (naissance) ;
- 21 juillet 1969 - 22 novembre 1975 : Son Altesse Royale le prince d'Espagne ;
- 22 novembre 1975 - 18 juin 2014 : Sa Majesté le roi ;
- depuis le 18 juin 2014 : Sa Majesté le roi don Juan Carlos, roi émérite[57],[58],[59],[60],[61],[62].

Après son abdication, Juan Carlos continue de porter à vie le titre honorifique de roi,  et le traitement de majesté.
Conformément à la Constitution espagnole, Juan Carlos a porté légalement le titre de roi d'Espagne et a pu utiliser « les autres titres qui reviennent à la Couronne » (deuxième alinéa de l'article 56 du titre II « De la Couronne »), sans pour autant les spécifier . En outre, le décret royal 1368/1987, promulgué le 6 novembre 1987 en Conseil des ministres, confère au titulaire de la Couronne (le roi ou la reine d'Espagne) le prédicat de Majesté et lui donne la possibilité d'utiliser les « autres titres qui correspondent à la Couronne ». L'ensemble de ces titres, qui forment la titulature traditionnelle des souverains espagnols, contient une liste d'une vingtaine de royaumes faisant aujourd'hui partie d'États souverains, ce qui fait qu'il n'est utilisé ni par les agences de l'État espagnol ni par la diplomatie du royaume. La titulature espagnole complète a été officiellement utilisée avant l'instauration de la Constitution de 1837, sous le règne d'Isabelle II d'Espagne. Si le roi avait voulu utiliser ces « autres titres », sa titulature aurait été la suivante, :

« Sa Majesté Catholique Juan Carlos, roi d'Espagne, de Castille, de Léon, d’Aragon, des Deux-Siciles, de Jérusalem, de Navarre, de Grenade, de Tolède, de Valence, de Galice, de Majorque, de Minorque, de Séville, de Sardaigne, de Cordoue, de Corse, de Murcie, de Jaén, des Algarves, d’Algésiras, de Gibraltar (es), des îles Canaries, des Indes orientales et occidentales, de l'Inde et du continent océanien, de la terre ferme et des îles des mers océanes, archiduc d’Autriche, duc de Bourgogne, de Brabant, de Milan, d’Athènes, de Néopatrie, comte de Habsbourg, de Flandre, de Tyrol et de Barcelone, seigneur de Biscaye et de Molina (es), marquis d’Oristan et de Gozianos, etc. »

### Honneurs

Monogramme royal de Juan Carlos Ier.

#### En Espagne

##### Ordres héréditaires
La couronne d'Espagne admet différents ordres en tant que tels et d'autres placés sous sa protection :

###### Ordres dynastiques
- Chevalier de l'ordre de la Toison d'or (depuis 1941), ancien souverain grand maître (14 mai 1977-18 juin 2014)
- Ancien grand maître de l'ordre royal d'Isabelle-la-Catholique (22 novembre 1975-18 juin 2014)
- Grand-croix de l'ordre de Charles III (1962-1975), ancien grand maître (22 novembre 1975-18 juin 2014)
- Ancien grand maître de l'ordre de la reine Marie-Louise (14 mai 1977-18 juin 2014)
- Ancien grand maître de l'ordre royal et militaire de Saint-Ferdinand (22 novembre 1975-18 juin 2014)
- Ancien grand maître de l'ordre royal et militaire de Saint-Herménégilde (22 novembre 1975-18 juin 2014)
- Ancien grand maître de l'ordre du Mérite civil (22 novembre 1975-18 juin 2014)

###### Ordres sous la protection du roi d'Espagne
- Ancien grand maître de l'ordre de Montesa (14 mai 1977-18 juin 2014)
- Ancien grand maître de l'ordre d'Alcantara (14 mai 1977-18 juin 2014)
- Ancien grand maître de l'ordre de Calatrava (14 mai 1977-18 juin 2014)
- Ancien grand maître de l'ordre de Saint-Jacques-de-l'Épée (14 mai 1977-18 juin 2014)

##### Décorations militaires
- Grand-croix du Mérite militaire (division blanche)
- Grand-croix du Mérite naval (division blanche)
- Grand-croix du Mérite aéronautique (es) (division blanche)

#### Honneurs étrangers
- Grand-croix de l'ordre de Bonne Espérance (Afrique du Sud)
- Athir de l'ordre du Mérite national d'Algérie
- Grand-croix de l'ordre du Mérite de la République fédérale d'Allemagne
- Collier de l'ordre du roi Abdelaziz (Arabie Saoudite)
- Grand collier de l'ordre du Libérateur Général San Martín (Argentine)
- Grande étoile de l'ordre du Mérite (Autriche)
- Grand cordon de l'ordre de Léopold (Belgique)
- Grand-croix de l'ordre national de la Croix du Sud du Brésil
- Grand-croix de l'ordre du Mérite du Chili
- Grand-croix de l'ordre de Boyacá (Colombie)
- Chevalier du grand ordre de Mugunghwa (Corée du Sud)
- Chevalier de l'ordre de l'Éléphant (Danemark)
- Collier de l'ordre du Nil (Égypte)
- Collier de l'ordre de Zayed (Émirats arabes unis).
- Collier de l’ordre national de San Lorenzo (Équateur)
- Commandeur grand-croix de l'ordre de la Croix de Terra Mariana (Estonie)
- Grand cordon de l'ordre de Salomon (Empire éthiopien)
- Grand-croix de l'ordre de la Rose blanche (Finlande)
- Grand-croix de la Légion d'honneur (France)
- Grand-croix de l'ordre national du Mérite (France)
- Grand-croix de l'ordre du Rédempteur (Grèce)
- Bailli grand-croix de justice avec collier de l'ordre des Saints-Georges-et-Constantin (Grèce)
- Grand-croix de l'ordre de l'Indépendance (Guinée équatoriale)
- Grand-croix de l'ordre de Francisco Morazan (Honduras)
- Collier de l'ordre du Mérite (Hongrie)
- Collier de l'ordre des Pahlavi (État impérial d'Iran)
- Médaille commémorative de la célébration du 2 500e anniversaire de la fondation de l'empire perse (État impérial d'Iran)
- Chevalier grand-croix au grand cordon de l'Ordre du Mérite de la République italienne
- Grand-croix de l'ordre royal des Saints-Maurice-et-Lazare (Italie)
- Grand-croix de l'ordre de la Couronne d'Italie
- Chevalier de l'ordre suprême de la Très Sainte Annonciade (Italie)
- Chevalier grand-croix de l'ordre sacré et militaire constantinien de Saint-Georges (Italie)
- Grand-croix de l'ordre de Saint-Janvier (Italie)
- Première classe de l'ordre de l'Excellence (Jamaïque)
- Grand cordon de l'ordre du Chrysanthème (Japon)
- Collier de l'ordre d'Al-Hussein ibn Ali (Jordanie)
- Grand-croix avec collier de l'ordre des Trois Étoiles (Lettonie)
- Grand-croix de l'ordre du Mérite du Liban
- Grand-croix de l'ordre du Lion d'or de la maison de Nassau (Luxembourg)
- Compagnon d'honneur avec collier de l'ordre national du Mérite (Malte)
- Collier de l'ordre du Trône (Maroc)
- Collier de l'ordre de l'Aigle aztèque (Mexique)
- Grand cordon de l'ordre de Ojaswi Rajanya (Népal)
- Médaille de l'ordre royale du Népal
- Grand-croix de l'ordre de Saint-Olaf (Norvège)
- Grand-croix de l'ordre national du Mali
- Bailli grand-croix d'honneur de l'ordre souverain de Malte (OSM)
- Collier de l'ordre de Vasco Núñez de Balboa (Panama)
- Collier de l'ordre de Manuel Amador Guerrero (Panama)
- Chevalier grand-croix de l'ordre du Lion néerlandais (Pays-Bas)
- Grand-croix de l'ordre de la Maison d'orange (Pays-Bas)
- Grand-croix de l'ordre de la couronne (Pays-Bas)
- Grand-croix de l'ordre du Soleil (Pérou)
- Collier de l'ordre de Lakandula (Philippine)
- Chevalier de l'ordre de l'Aigle blanc (Pologne)
- Grand-croix d'or de l'ordre de Juan Mora Fernández (Porto Rico)
- Grand collier de l'ordre de Sant'Iago de l'Épée (Portugal)
- Grand-croix de l'ordre d'Aviz (Portugal)
- Collier de l'ordre du Christ (Portugal)
- Collier de l'ordre de la Tour et de l'Épée (Portugal)
- Grand-croix de l'ordre de l'Infant Dom Henrique (Portugal)
- Collier de l'ordre de la Liberté (Portugal)
- Grand-croix de l'ordre de l'Immaculée Conception de Vila Viçosa (Portugal)
- Collier de l'ordre de l'Étoile de Roumanie
- Première classe de l'ordre de l'étoile de la République socialiste roumaine (en)
- Chevalier étranger de l'ordre de la Jarretière (Royaume-Uni)
- Chevalier grand-croix de l'ordre royal de Victoria (Royaume-Uni).
- Chevalier de l'ordre de l'Empire britannique (Royaume-Uni)
- Grand collier de l'ordre de José Simeón Cañas (Salvador)
- Grand-croix de l'ordre national du Lion (Sénégal)
- Grand-croix de l'ordre de la Double Croix Blanche (Slovaquie)
- Chevalier de l'ordre des Séraphins (Suède)
- Collier de l'ordre royal de Thaïlande
- Grand-croix de l'ordre de Rajamitrabhorn (en) (Thaïlande)
- Grand-croix de l'ordre du Lion blanc (République tchèque)
- Grand cordon de l'ordre de la République (Tunisie)
- Collier de l'ordre de Pie IX (Vatican)
- Collier de l'ordre du Libérateur (Venezuela)
- Grand-croix de l'ordre du Léopard (Zaïre)

#### Autres distinctions
- Prix International Charlemagne (1982)
- Ordre olympique, Collier d'or (1985)
- Nansen Refugee Award (1987)
- Prix des quatre libertés de Roosevelt (1996)
- Citoyen d'honneur de Naples (1998)

### Onomastisme
De nombreux lieux, infrastructures et objets ont été nommés en hommage au roi Juan Carlos Ier, tant en Espagne que dans le monde. Parmi les plus emblématiques, la base antarctique Juan Carlos Ier sur l'île de Livingston (îles Shetland du Sud), le Juan Carlos I L61, Landing Helicopter Dock (LHD), navire amiral de la Marine espagnole, le parc Juan Carlos Ier, l'université Roi Juan Carlos à Móstoles et le centre Roi Juan Carlos Ier d'Espagne (The King Juan Carlos I of Spain Center) à New York.

## Ascendance
Juan Carlos descend de la branche espagnole de la maison de Bourbon, ayant pour auteur le roi Philippe V d'Espagne (1683-1748), né Philippe de France, fils de France, duc d'Anjou, petit-fils de Louis XIV. Le roi Juan Carlos est aussi l'arrière-arrière-petit-fils de la reine Victoria, par sa petite-fille Victoire-Eugénie de Battenberg (1887-1969), l'épouse d'Alphonse XIII d'Espagne (1886-1941). Au travers de différents ascendants, et notamment par son arrière-grand-mère Marie-Christine de Habsbourg-Lorraine (de la branche de Teschen), épouse d'Alphonse XII, il descend de la maison de Habsbourg-Lorraine fondée par le mariage de Marie-Thérèse d'Autriche avec François de Lorraine.